# Использование психиатрии в политических целях в России
Использование психиатрии в политических целях в России — практика борьбы властей Российской Федерации с инакомыслящими, заключающаяся в злоупотреблении психиатрическим диагнозом, лечением и содержанием в изоляции.
По определению психиатра, бывшего диссидента и политзаключённого Семёна Глузмана, злоупотреблением психиатрией, в том числе и в политических целях, является, в частности, умышленная экскульпация (признание невменяемыми) граждан, по своему психическому состоянию не нуждающихся ни в психиатрических мерах стеснения, ни в психиатрическом лечении. По определению всемирной организации «Глобальная инициатива в психиатрии»), под использованием психиатрии в политических целях понимается злоупотребление психиатрическим диагнозом, лечением и содержанием в изоляции в целях ограничения фундаментальных прав человека для определённых лиц или групп в обществе.
В СССР имели место систематические злоупотребления психиатрией в политических целях. В постсоветское время власти России порой обвиняют в том, что они возвращаются к практике использования карательной психиатрии против инакомыслящих. Случаи такого рода (не массовых злоупотреблений, но необоснованной госпитализации отдельных лиц по политическим причинам) освещались в материалах Независимой психиатрической ассоциации, в материалах Human Rights Watch, Международной Хельсинкской Федерации, генерального секретаря организации «Глобальная инициатива в психиатрии» Р. Ван Ворена и в средствах массовой информации. Возобновление отдельных случаев политического злоупотребления психиатрией в России в начале XXI века тесно связано с общим ухудшением ситуации с правами человека в стране.

## Формы политических злоупотреблений психиатрией в РФ
Наиболее распространённая форма злоупотребления психиатрией в РФ — недобровольная госпитализация в психиатрическую больницу в административном порядке без предъявления юридических обвинений. Такой госпитализации подвергаются оппозиционеры, гражданские активисты, блогеры и простые граждане, жалующиеся на злоупотребления властей или пытающиеся бороться с коррупцией: полиция задерживает их, затем суд выносит решение о недобровольной госпитализации на минимальный срок в месяц, и в дальнейшем этот срок судом нередко продлевается.
Кроме того, в политических целях применяются такие недобровольные психиатрические меры, как:
- Назначение принудительного психиатрического лечения в отношении обвиняемых по политически мотивируемым уголовным делам (обычно эта мера используется в тех случаях, когда состав обвинения сложно доказать в обычном судебном процессе, или доказательств недостаточно, или есть дополнительные факторы — например, следы пыток, избиений полицией).
- Назначение стационарной судебно-психиатрической экспертизы (эта мера необоснованно часто назначается по политически мотивированным уголовным делам, при этом в ходе экспертизы обвиняемый пребывает в специальном отделении психиатрической больницы со строгим режимом, где, как правило, тяжёлые бытовые условия, и к обвиняемым в ходе экспертизы применяются нейролептики в высоких дозах ещё до постановки диагноза и вынесения заключения о вменяемости).
- Госпитализация заключённых в психиатрические отделения лагерных (тюремных) больниц. Нередко в такие отделения помещают тех заключённых лагерей или тюрем, которые систематически жалуются в государственные органы и СМИ или возражают каким-либо иным способом против нарушений прав заключённых, принудительного тяжёлого труда и пыток.

## Использование психиатрии против отдельных лиц
Международная правозащитная группа «Агора» в своём докладе «Политическая психиатрия в России» называет свыше десятка случаев использования психиатрии в политических целях в постсоветское время. Практически во всех случаях, перечисленных в докладе, у защиты и родственников лиц, направленных на судебно-психиатрическую экспертизу, возникали претензии к законности назначения экспертиз и обоснованности диагнозов. По резонансным делам разворачивались серьёзные дискуссии также и в научном сообществе.
В отчёте международной организации «Human Rights in Mental Health-FGIP» (прежнее название организации — «Глобальная инициатива в психиатрии»), опубликованном в 2021 году, приводится свыше тридцати конкретных случаев репрессивной психиатрии, произошедших в период с 2014 по 2021 год.

### Альберт Имендаев
Осенью 2005 года чебоксарский правозащитник Альберт Имендаев, давний оппонент президента Чувашии Фёдорова, был с многочисленными нарушениями по процедуре и срокам помещён в психиатрическую больницу — за считанные дни до заседания местной избирательной комиссии, на котором должен был решаться вопрос о регистрации А. Имендаева кандидатом в законодательное собрание города. Спустя девять дней Имендаева выпустили, однако к тому времени сроки подачи документов в избирательную комиссию уже миновали. Дело о помешательстве Имендаева основывалось на ряде его официальных жалоб на местные власти, милицию, прокуратуру и суд, где выдвигались обвинения в коррупции, нарушении судебной процедуры и кумовстве.

### Игорь Моляков
В 2004 году также в Чебоксарах оппозиционный депутат местной исполнительной власти четырёх созывов Игорь Моляков провёл шесть месяцев в заключении по ложному обвинению и был направлен в психиатрическую больницу по подозрению, что его многократные утверждения о коррупции среди местных властей могут оказаться признаком психического расстройства.

### Артём Басыров
В 2007 году активиста коалиции «Другая Россия» Артёма Басырова недобровольно поместили в психиатрический стационар накануне планировавшегося «Митинга несогласных», одним из организаторов которого выступал А. Басыров. А. Басыров страдал нетяжёлым психическим расстройством, однако реальных оснований для госпитализации не было: Артём нуждался в амбулаторной терапии, но не в недобровольном стационарном лечении. В предоставленном суду мотивированном заключении врачебной комиссии тяжесть психического расстройства была грубо преувеличена.

### Андрей Новиков
Не было оснований для стационарного лечения и в случае с Андреем Новиковым — журналистом, заключённым в тюрьму по обвинению в «экстремизме» после того, как он публично критиковал политику В. Путина в Чечне, и направленным на принудительное психиатрическое лечение. Объективное судебное разбирательство не нашло бы состава преступления в предъявляемых А. Новикову обвинениях, однако решить дело наиболее удобным образом позволили наличие давнего психиатрического диагноза вкупе с расширительной трактовкой понятия «опасности» как причины недобровольной госпитализации.

### Лариса Арап
Широко известным стал и получил освещение в международной прессе случай Ларисы Арап, активистки Объединённого гражданского фронта из города Апатиты, госпитализированной после того, как она дала местной газете интервью, в котором резко критиковала состояние государственных психиатрических больниц в области. Несмотря на то, что у Л. Арап имелось психическое расстройство, требующее лечения, её госпитализация была необоснованной: Лариса нуждалась лишь в амбулаторной терапии и не представляла опасности ни для себя, ни для окружающих. Стационирование осуществилось в грубой форме и сопровождалось применением насилия.

### Дмитрий Щекотов
Правозащитная деятельность Дмитрия Щекотова, отстаивавшего права простых жителей Муромцевского района в конфликтах с начальством и представителями местной власти, привела к обвинению его в клевете на главу местной судебной власти и к недобровольной госпитализации. Проведя в «буйном отделении» более двух суток в тяжёлых условиях, без пищи, воды и лекарств, Щёкотов был признан комиссией врачей Омской психиатрической больницы вменяемым и выпущен на свободу. Пребывание в течение двух суток без необходимых Щекотову глазных капель нанесло ущерб здоровью правозащитника: Щёкотов полностью лишился зрения.

### Юрий Давыдов, Евгений Привалов и Юлия Приведённая
Известность получили судебные разбирательства в отношении организации «Ф.А.К.Э.Л.-П.О.Р.Т.О.С.» — молодёжной коммуны макаренковского типа, занимавшейся образовательной и культурной деятельностью, а также перевоспитанием беспризорников и создавшей успешные хозяйства под Харьковом и под Москвой. В 2000 году коммуна была разгромлена Люберецким РУБОПом с грубыми нарушениями законодательства; членов организации безосновательно обвинили в создании «незаконного вооружённого формирования». В частности, Ю. Давыдов приговорили к заключению и направили на принудительное лечение с диагнозом «шизофрения, бредовые идеи перестройки и реформаторства общества», выставленным в Центре им. Сербского. Диагноз «шизофрения» также получил и был признан невменяемым Е. Привалов; защита настаивала на оправдании Давыдова и Привалова «как психически здоровых людей». Юлию Приведённую экспертиза в конечном счёте признала психически здоровой. Дело Ю. Приведённой тянулось длительное время; по мнению правозащитников, назначение стационарной судебно-психиатрической экспертизы явилось методом устрашения и давления на подследственную.

### Юрий Буданов
Чрезвычайную известность получило дело полковника Буданова, выросшее, по некоторым оценкам, «в сопоставимое с делом Дрейфуса и делом Бейлиса». Согласно опросам населения, роль судебно-медицинских экспертов в большинстве экспертиз по делу Юрия Буданова, осуществившего похищение и убийство Э. Кунгаевой, оценивалась однозначно: «отмазывают». Государственный обвинитель А. А. Дербенёв в своей речи на суде 27 декабря 2002 года указывал, что диагнозы «органическое расстройство личности» и «посттравматическое стрессовое расстройство», выставленные обвиняемому, очень редко влекут за собой невменяемость: «Таким образом, у нас в данном судебном процессе выявился не то что редкий, а уникальный случай, когда Ю. Д. Буданов практически один из 10000 испытуемых с таким диагнозом и с такими критериями невменяемости». Процесс начался 26 марта 2000 года и длился более трёх лет, в течение этого времени Буданова обследовали шесть комиссий. Каждый раз, когда официальная линия Кремля менялась, назначалось новое психиатрическое обследование, которое выносило заключение в соответствии с официальной политической позицией. В конечном счёте (когда, при последней экспертизе, была сформирована комиссия из экспертов всех заинтересованных сторон) Буданова признали вменяемым и приговорили к десяти годам колонии.

### Надежда Низовкина
В 2012 году полиция задержала на Красной площади известного оппозиционера из Бурятии Надежду Низовкину, члена движения «Солидарность», после чего её поместили в психиатрическую больницу имени Ганнушкина. По словам Н. Низовкиной, её госпитализировали на том основании, что она якобы «бросалась под колёса полицейской машины при задержании». Низовкину привязали к кровати на ночь, затем она объявила сухую голодовку и отказалась подписывать заявление, в котором говорилось, будто она раскаивается в том, что делала на Красной площади. Судебное заседание прошло сугубо формально, за считанные минуты суд огласил приговор: «Принудительная госпитализация в психиатрической клинике сроком на шесть месяцев». Однако на следующий день после суда Низовкину отпустили.

### Максим Ефимов
В 2012 году карельский блогер и правозащитник Максим Ефимов вынужден был просить политического убежища в Польше; причиной этого стали уголовное дело и угроза принудительного помещения в психиатрическую больницу за публикацию в Интернете материала, направленного против РПЦ: после публикации в сети заметки «Карелия устала от попов» Ефимова обвинили в возбуждении вражды в отношении православных верующих и направили на амбулаторное психиатрическое обследование. В результате этого обследования эксперты пришли к выводу об отсутствии у Ефимова психических расстройств, но указали, что «для уточнения актуального состояния и степени выраженности личностных девиаций Ефимов М. М. нуждается в назначении и проведении ему стационарной судебной психолого-психиатрической экспертизы». Против помещения Ефимова в психиатрическую больницу для проведения дополнительной экспертизы выступило несколько специалистов — в частности, профессор Казанского государственного медицинского университета доктор медицинских наук Владимир Менделевич, изучив заключение амбулаторной экспертизы, отметил, что его «нельзя признать аргументированным, обоснованным и убедительным, как в части расхождения между результирующей и описательной частью заключения экспертов, так и в части рекомендации проведения повторной стационарной судебно-психиатрической экспертизы».

### Руслан Макаров
В том же году алтайский журналист Руслан Макаров, обвинявший главу Республики Алтай А. Бердникова и его окружение в коррупции, был принудительно госпитализирован после того, как Бердников публично назвал его душевнобольным: «Есть там такой Макаров, журналист газеты „Листок“, психически больной человек, наблюдается у психиатра, это он всё подогревает, пишет». У Макарова действительно имелось психическое расстройство, однако нетяжёлое — шизотипическое расстройство личности, и он находился в ремиссии. Так как получение и разглашение этих сведений является серьёзным нарушением прав гражданина, Макаров обратился в Следственный комитет с заявлением о преступлении и в суд с иском о защите чести и достоинства, однако суд отказал ему в удовлетворении иска, а Следственный комитет не нашёл оснований для возбуждения уголовного дела в отношении Бердникова. В то же время в отношении самого Макарова было возбуждено уголовное дело об угрозе убийством, после чего его поместили в психиатрическую больницу и стали принудительно вводить психотропные препараты. 11 октября 2016 года Европейский суд по правам человека опубликовал постановление по жалобе Макарова на нарушение права на свободу и личную неприкосновенность, обязав правительство России выплатить Макарову 1500 евро компенсации морального вреда и судебных издержек.

### Михаил Косенко
В октябре 2013 года одного из узников, арестованных по «болотному делу», — Михаила Косенко — признали невменяемым и направили на принудительное лечение в психиатрическую больницу. Ситуацию Михаила Косенко многие эксперты и правозащитники сравнивали с советским опытом использования психиатрии в политических целях. Судебное постановление о принудительном лечении было, по оценке В. Шухардина, адвоката Михаила, немотивированным: в нём грубо проигнорированы позиция защиты, показания свидетелей, показания потерпевшего и видеоматериалы (Михаил обвинялся в нападении на сотрудника ОМОНа, однако на видеозаписи видно, что М. Косенко находился на значительном расстоянии от потерпевшего и удары ему наносил другой человек). Как отмечал президент Независимой психиатрической ассоциации Ю. Савенко, эксперты в своём заключении резко и необоснованно утяжелили диагноз — «параноидная шизофрения» вместо «вялотекущей неврозоподобной шизофрении», с которой Косенко добровольно наблюдался и лечился многие годы амбулаторно, никогда не проявляя агрессии и принимая лишь сравнительно «мягкие» препараты Международная организация Amnesty International объявила М. Косенко «узником совести». В июне 2014 года Михаил был переведён на принудительное амбулаторное лечение и вышел из больницы.

### Максим Панфилов
В апреле 2016 года судебно-психиатрическую экспертизу назначили ещё одному обвиняемому по «болотному делу» — Максиму Панфилову, арестованному 7 апреля и обвинённому в том, что во время событий на Болотной площади он якобы причинил физическую боль сержанту полиции, сняв с того защитный шлем. По утверждению защиты, Панфилов не причинял полицейскому физической боли, а шлем не был застёгнут. В октябре 2016 года Панфилова признали невменяемым после экспертизы в Центре имени Сербского, в том же месяце — перевели из больницы следственного изолятора в психиатрическую больницу. Панфилов страдает хроническим неврологическим расстройством — синдромом Туретта. Находясь на экспертизе в Центре имени Сербского, он не получал никакой терапии. Адвокат обвиняемого С. Панченко по этому поводу отметил: «Я вообще вижу в этой ситуации, как с Косенко, так и с Панфиловым, новый виток использования психиатрии против инакомыслящих. Берётся человек, у которого имеются определённые нарушения, который нуждается в постоянном оказании ему медицинской помощи. Его этой помощи лишают, в результате у него образуются некоторые признаки, которые дают основания экспертам говорить о его невменяемости. После этого человек признаётся невменяемым и помещается в психиатрический стационар». 29 марта 2017 года суд приговорил Панфилова к принудительному психиатрическому лечению в стационаре закрытого типа. В январе 2018 года его освободили, переведя на амбулаторное лечение.

### Ильми Умеров
В августе 2016 года российским следствием был помещён на экспертизу в психиатрическую больницу заместитель председателя Меджлиса крымскотатарского народа Ильми Умеров (за его высказывания в эфире крымскотатарского телеканала ATR его обвинили в публичных призывах и действиях, направленных на изменение территориальной целостности РФ).

### Константин Задоя
Константин Задоя был принудительно госпитализирован в Новосибирскую психиатрическую больницу №3 по просьбе своего отца Юрия Задои, руководителя новосибирского отделения ультраконсервативной организации «Народный совет», поддерживающей Русскую православную церковь и политику Владимира Путина. Отец был сильно разочарован в продемократических политических взглядах своего сына и решил его «перевоспитать» посредством обращения в суд с целью принудительной госпитализации в психиатрический стационар. Во время нахождения в психиатрической больнице Константин подвергался избиениям и унижениям. Выйдя из больницы, Константин отчислился из медицинского университета и совершил суицид путём повешения.

### Николай Лиханов
В феврале 2017 года принудительной госпитализации подвергся гражданский активист из Читы Николай Лиханов, который незадолго до того начал движение за предоставление Забайкальскому краю больше прав в отношениях с федеральным центром в Москве. Также он требовал отставки мэра Читы и протестовал против коррупции среди региональных энергомонополистов, устанавливающих высокие цены на электроэнергию. 20 февраля 2017 года Лиханова задержали сотрудники полиции в масках и с автоматами, доставившие его в отделение полиции, а затем в краевую клиническую психиатрическую больницу имени Кандинского. Причиной для задержания были заявления десяти сотрудников администрации области, утверждавшие, что Лиханов «угрожал им судом» и вёл себя неадекватно (впоследствии в суде выяснилось, что даже не все авторы заявлений когда-либо видели Лиханова). Через два дня Черновский районный суд вынес решение о принудительной госпитализации Лиханова, после чего тот находился в больнице до 14 марта. Когда дело Лиханова приобрело огласку, краевой суд при рассмотрении апелляции отменил решение Черновского суда, освободив Лиханова.

### Максим Соколов
В 2018 году Максиму Соколову, живущему в станице Старокущевская Краснодарского края, было предъявлено обвинение по двум статьям Уголовного кодекса: «клевета» (статья 128.1) и «оскорбление представителя власти» (статья 319) в связи с жалобами Соколова в государственные органы на бездействие сотрудников Следственного комитета, отказавшихся расследовать дело об угрозе Соколову убийством. Соколов также обвинил следователя и в сокрытии других преступлений — в том числе имеющих отношение к детской порнографии. В марте 2020 года суд признал Соколова невменяемым и направил на принудительное лечение в специализированную психиатрическую больницу для социально-опасных душевнобольных.

### Василий Костылёв
В марте 2019 года суд принял решение направить на принудительное лечение Василия Костылёва, участвовавшего 9 сентября 2018 года в массовой протестной акции против законопроекта о повышении пенсионного возраста и в ходе этой акции избитого сотрудниками ОМОНа и задержанного. Костылёв был обвинён в нарушении части 1 статьи 318 УК РФ («применение насилия, неопасного для жизни или здоровья, в отношении представителя власти»). Проведя 16 месяцев на принудительном лечении в психиатрической больнице, он был выписан из неё в декабре 2020 года.

### Дмитрий Надеин
Житель Иркутска программист Дмитрий Надеин опубликовал в социальной сети возмущенное сообщение по поводу взрыва в УФСБ Архангельска 31 октября 2018 года и последовавших за ним уголовных дел по обвинению в «оправдании терроризма». В связи с этим его самого 4 февраля 2021 года арестовали по обвинению в оправдании терроризма. 19 июля 2021 года суд признал его невменяемым и направил на принудительное лечение в стационар со строгим наблюдением. В апреле 2024 года он был переведён на амбулаторное лечение.

### Александр Габышев
Очень большой резонанс приобрело дело Александра Габышева — якута по национальности, по образованию историка. Габышев изучал шаманизм и несколько раз (в 2018 и в 2019 годах) отправлялся в пеший поход в Москву с целью провести на Красной площади «шаманский ритуал по изгнанию Владимира Путина». Его походы вызвали массовый интерес, в пути к Габышеву присоединялись десятки людей, в городах при его появлении начинались митинги.
В сентябре 2019 года Габышева на границе с Иркутской областью задержала полиция, после чего его направили на психиатрическое обследование в Якутске, которое признало его душевнобольным. В мае 2020 года Габышева арестовали в его собственном доме и на два месяца поместили в Якутский республиканский психоневрологический диспансер. Хотя по законодательству решение о недобровольной госпитализации должно приниматься судом в течение 48 часов, суд принял это решение только через три недели. Недобровольную госпитализацию Габышева подвергли критике мэр Якутска С. Авксентьева, вице-спикер Госсобрания Якутии В. Губарев и депутат Госдумы РФ от Якутии Ф. Тумусов, а правозащитный центр «Мемориал» признал Габышева политзаключённым.
В январе 2021 года, после того как Габышев заявил о своём намерении снова отправиться в Москву, его опять арестовали у него дома в Якутске и отправили в диспансер. 29 января 2021 года ряд деятелей культуры (Нобелевский лауреат по литературе С. Алексиевич, драматург А. Гельман, поэт Л. Рубинштейн, кинокритик А. Долин, актриса Е. Коренева, политик Л. Шлосберг и др.) выступил с обращением, в котором они потребовали освободить Габышева. В диспансере к Габышеву применяли большие дозы нейролептиков, из-за которых он испытывал слабость, головокружение, сонливость, сильный тремор и частую потерю сознания. В феврале того же года суд удовлетворил иск врачей психоневрологического диспансера о недобровольной госпитализации Габышева, а позднее было возбуждено уголовное дело по статье 318 УК о «применении насилия к представителю власти» (утверждалось, что при задержании в его доме Габышев ранил сотрудника Росгвардии самодельным холодным оружием — в доме имелись следы крови, однако экспертиза для определения, чья это кровь, не проводилась) и по статье 280 УК («призывы к экстремистской деятельности»). 26 июля Якутский городской суд признал Габышева невменяемым и вынес решение направить его на принудительное лечение в психиатрическую больницу с интенсивным наблюдением.
В сентябре 2021 года Amnesty International потребовала от российских властей освободить Габышева, отметив, что он стал жертвой карательной психиатрии и что «его приговорили к бессрочному принудительному психиатрическому лечению исключительно за мирное осуществление права на свободу выражения мнений». Amnesty International признала Габышева узником совести.
С октября 2021 года Габышев находился на принудительном лечении в Новосибирской психиатрической больнице специализированного типа, а с апреля 2022 года — в психиатрической больнице специализированного типа в Уссурийске. В июле 2022 года суд продлил принудительное лечение Габышева в больнице в Уссурийске.

### Алексей Поднебесный
В 2021 году Алексей Поднебесный, который на тот момент являлся студентом медицинского колледжа, в своём блоге во «ВКонтакте» высказывался на тему школьных шутингов. На записи обратил внимание и пожаловался нижегородский политик Роман Зыков, являвшийся координатором «Национально-освободительного движения» и депутатом городской думы. В этих записях, как говорится в заявлении на Поднебесного, он оправдывал убийц. Кроме того, родители нескольких соучеников Поднебесного подписались под обращением к директору колледжа с просьбой «оградить детей» от Поднебесного. Сам же активист говорит, что лишь искал причину таких поступков и нашёл её в «недобровольном воздержании от секса». 8 октября 2021 года Поднебесного задержала ФСБ. Он утверждает, что оперативники ФСБ вызвали скорую помощь, но медики отказались его госпитализировать, не увидев оснований. Тогда оперативники просто увезли его в нижегородскую психиатрическую больницу № 2. 11 октября больница обратилась в Ленинский районный суд с просьбой санкционировать недобровольную госпитализацию Поднебесного в стационар. Выездное заседание Ленинского суда прошло в психиатрической больнице. Поднебесный настаивал, что никогда не одобрял расстрелы, но как блогер реагировал на заметные общественные события. Необходимость госпитализации в суде обосновывала психиатр Лала Касимова. Суд постановил недобровольно госпитализировать Поднебесного на шесть месяцев. В больнице руки, шея, тело Поднебесного были искусаны клопами, что зафиксировал представитель уполномоченного по правам человека в Нижегородской области. 28 октября Поднебесный был выпущен на дневной стационар. Алексей Поднебесный связывает госпитализацию со своей общественной деятельностью, Радио «Свобода» назвало её «первым случаем недобровольной госпитализации оппозиционера».
В феврале 2022 года Поднебесный оспорил принудительную госпитализацию, суд признал её незаконной. За незаконное помещение в психбольницу он отсудил у Министерства финансов России 60 тысяч рублей.

### Леонид Чёрный
18 марта 2022 года, на фоне развернувшийся кампании правительства России по давлению на антивоенных активистов, в Екатеринбурге был арестован художник и участник стрит-арт-группы «ПСЛЧ» Леонид Чёрный из-за расклейки им стикеров «ГруZ200» и «П*Z***», а также сделанной на овощном ларьке надписи с осуждением президента России. В июне того же года было проведено амбулаторное экспериментально-психологическое исследование, по результатам которого эксперты пришли к выводу, что мышление Чёрного не нарушено. Однако затем художника решили отправить на стационарную судебно-психиатрическую экспертизу для уточнения психического состояния — это означает, что Чёрному придётся провести несколько недель в психиатрической больнице.

### Виктория Петрова
Жительницу Санкт-Петербурга Викторию Петрову, обвиняемую в распространении «заведомо ложной информации о Вооружённых силах РФ», в начале мая 2022 года поместили в следственный изолятор. В феврале 2023 года на Викторию написали донос сокамерницы, утверждая, что она «продолжает антивоенную пропаганду в СИЗО». После этого суд назначил судебную психиатрическую экспертизу, для проведения которой 9 ноября 2023 года Викторию поместили в городскую психиатрическую больницу № 3 имени И. И. Скворцова-Степанова. В этой больнице она подвергалась пыткам и унижающему человеческое достоинство обращению. В декабре суд, рассмотрев дело по существу, одновременно признал Викторию Петрову виновной в распространении «заведомо ложной информации о Вооружённых силах РФ» (даже несмотря на то, что соответствующее заключение лингвистической экспертизы было исключено из доказательств по делу) и назначил ей не ограниченное по времени принудительное лечение в психиатрическом стационаре. В августе 2024 года она была переведена на амбулаторное лечение.

### Максим Лыпкань
18-летний житель Москвы Максим Лыпкань 21 февраля 2023 года  был арестован по обвинению в распространении «заведомо ложной информации о Вооружённых силах РФ». Перед этим он анонсировал на 24 февраля 2023 года митинг под названием «Год ада», который московские власти отказались согласовывать, сославшись на эпидемиологическую обстановку. Активист пытался оспорить отказ в суде, но безуспешно. 14 февраля 2023 года его задержали и составили на него протоколы по ст. 20.3.3 КоАП РФ («Публичные действия, направленные на дискредитацию использования Вооружённых сил Российской Федерации в целях защиты интересов Российской Федерации и ее граждан, поддержания международного мира и безопасности») и по ч. 2 ст. 20.2 КоАП РФ («Организация либо проведение публичного мероприятия без подачи в установленном порядке уведомления о проведении публичного мероприятия»). 30 октября 2023 года суд постановил перевести его в психиатрический стационар. 19 февраля 2024 года Одинцовский городской суд Московской области постановил освободить Лыпканя от уголовной ответственности по причине невменяемости и назначил ему принудительное лечение в психиатрической больнице специализированного типа.

## Использование психиатрии против религиозных меньшинств
Правозащитники и ряд врачей-психиатров (в частности, Независимая психиатрическая ассоциация и её президент Юрий Савенко) неоднократно предупреждали, что психиатрия в Российской Федерации используется для преследования религиозных меньшинств.
Одним из первых был судебный процесс против Аум Синрикё, который начался ещё до получения информации о первых террористических актах, совершавшихся этой организацией; в обвинительных заключениях звучали формулировки о «причинении грубого вреда психическому здоровью и деформации личности».
По словам Ю. Савенко, поводом для использования психиатрии против религиозных меньшинств, начавшегося с 1995 года, послужил доклад профессора Ю. И. Полищука, в котором был сделан вывод о «грубом вреде психическому здоровью», наносимом различными религиозными организациями. Данный доклад разослали во все прокуратуры страны и ректорам учебных заведений, несмотря на то что не только Независимая психиатрическая ассоциация, но и Российское общество психиатров подчёркивали научную несостоятельность доклада: все вменявшиеся случаи нездоровья, суицидов, распада семьи и т. п. оказывались намного более частыми в общей популяции, чем в преследуемых религиозных организациях. После того как в прокуратуры всех регионов страны и ректорам высших и средних учебных заведений разослали информационное письмо с тезисом о «грубом вреде психическому здоровью», наносимом новыми религиозными движениями, руководители психиатрических учреждений и кафедр стали получать соответствующие рекомендации, когда им поручались экспертизы по религиозным делам.
В середине 1990-х годов две действующие в России профессиональные психиатрические организации — Российское общество психиатров и Независимая психиатрическая ассоциация России — пришли к заключению, что доводы о причинении религиозными организациями вреда психическому здоровью являются научно необоснованными.
В 1996 году Государственный научный центр социальной и судебной психиатрии им. В. П. Сербского создал группу «По изучению деструктивного действия религиозных новообразований»[уточнить] и назначил её руководителем своего сотрудника заслуженного врача РФ доктора медицинских наук профессора Фёдора Кондратьева.
В 1999 году Независимая психиатрическая ассоциация выразила свою озабоченность фактами использования психиатрии против религиозных меньшинств в «Открытом письме НПА Генеральной Ассамблее XI конгресса ВПА» (Всемирной психиатрической ассоциации). Подчёркивая свою ответственность за совершаемый этим шаг, авторы письма отмечали, что они считают необходимым обратить внимание Генеральной Ассамблеи ВПА на очередное широкомасштабное использование психиатрии в немедицинских целях, возобновившееся в России с 1994—1995 годов и направленное на подавление уже не инакомыслящих, а инаковерующих.
Несмотря на то что предложенное обращение принято не было, позицию НПА по вопросу об использовании психиатрии против религиозных меньшинств поддержали ряд членов Российского общества психиатров и Американская психиатрическая ассоциация. Её представитель Элен Мерсер дала понять, что оправдывающая преследование религиозного свободомыслия позиция Российского общества психиатров может стоить ему членства во Всемирной психиатрической ассоциации.
В 2004 году Московская Хельсинкская группа опубликовала доклад «Права человека и психиатрия в Российской Федерации» со статьёй Юрия Савенко «Тенденции в отношении к правам человека в области психического здоровья», в которой он выразил свою озабоченность многочисленными судебными процессами, проходившими по всей стране в течение последних семи лет и курировавшимися специально созданной в 1996 году в Центре им. Сербского группой профессора Ф. В. Кондратьева по изучению деструктивного действия религиозных новообразований. По словам Юрия Савенко, дело дошло до судебных исков фактически за колдовство. После того как была показана несостоятельность первоначальных исков «за причинение грубого вреда психическому здоровью и деформацию личности», их сменили иски с новыми формулировками: «за незаконное введение в гипнотическое состояние» и «повреждение гипнотическим трансом», а затем «за незаметное воздействие на бессознательном уровне».
В начале 2004 года Государственный научный центр социальной и судебной психиатрии им. В. П. Сербского провёл конференцию по проблеме манипулирования сознанием, на которой одной из главных задач психиатрии называлась борьба с «тоталитарными сектами».
В марте 2004 года районный суд в Москве распустил религиозную общину «Свидетели Иеговы» и запретил её деятельность. Организация была признана виновной, в частности, в побуждении граждан не исполнять гражданские обязанности, отказе по религиозным соображениям от медпомощи, в побуждении к самоубийству, покушении на здоровье, в нарушении прав и свобод граждан, побуждении верующих порвать с их семьями, привлечении несовершеннолетних в религиозную организацию против их воли и без разрешения родителей.
В публикациях 2000-х годов Юрий Савенко приходит к выводу[значимость факта?] о том, что борьба с «тоталитарными сектами» стала первым крупным рецидивом использования психиатрии в политических целях в постсоветской России.